# La Joie de vivre (film)
Pour les articles homonymes, voir Joie de vivre.
Pour plus de détails, voir Fiche technique et Distribution.
La Joie de vivre est un film français réalisé par Roger Guillot et sorti en 1993.

## Synopsis
Monsieur Charme est veuf et attend de pouvoir retrouver sa femme au ciel. Il espère qu'une infirmière pourra l'accompagner dans cette démarche, mais en fait elle l'aide à retrouver la joie de vivre.

## Fiche technique
- Réalisation : Roger Guillot
- Scénario : Roger Guillot et Josiane Maisse
- Production :  Les Productions Lazennec, France 3 Cinéma, Canal+
- Producteur : Alain Rocca
- Distributeur : MKL
- Image : Emmanuel Machuel
- Musique : Jean-Claude et Angélique Nachon
- Durée : 80 minutes
- Date de sortie : 
  - France : 17 mars 1993

## Distribution
- Michel Bouquet : Monsieur Charme
- Gwennola Bothorel : Reine
- Patrick Catalifo : Joyeux
- Micheline Dax : Muguette
- Henri Virlojeux : Cent à l'heure
- Kathy Kriegel : Carole
- Bruce Myers : Karl
- Marie Mergey : Mrs. Jolly
- Michel Vitold : Henri Jolly